# Esteban (Blacklist)
Pour les articles homonymes, voir Esteban.
Esteban (Esteban (No. 79)) est le premier épisode de la quatrième saison de la série Blacklist, diffusé le 22 septembre 2016 sur NBC.

## Réception

### Audiences
Diffusé le 22 septembre 2016 en simultané aux États-Unis sur NBC et au Canada sur Global Television Network, Esteban totalise 6,40 millions de téléspectateurs sur le territoire américain lors de sa première diffusion et 1,765 million de téléspectateurs sur le territoire canadien lors de sa première diffusion plus en différé de 7 jours.
L'épisode enregistre aux États-Unis un taux de 1,3/5 sur l'échelle de Nielsen, se classant à la première place des programmes sur la même tranche horaire derrière Murder d'ABC, qui totalise pourtant 5,11 millions de téléspectateurs, mais qui affiche un taux relativement supérieur de 1,4/5.